# Sainte-Cécile (Saône-et-Loire)
Sainte-Cécile is een gemeente in het Franse departement Saône-et-Loire (regio Bourgogne-Franche-Comté) en telt 273 inwoners (2004). De plaats maakt deel uit van het arrondissement Mâcon.

## Geografie
De oppervlakte van Sainte-Cécile bedraagt 7,2 km², de bevolkingsdichtheid is 37,9 inwoners per km².
De onderstaande kaart toont de ligging van Sainte-Cécile (Saône-et-Loire) met de belangrijkste infrastructuur en aangrenzende gemeenten.

## Demografie
Onderstaande figuur toont het verloop van het inwonertal (bron: INSEE-tellingen).